# キサントンマチンレダクターゼ
キサントンマチンレダクターゼ（xanthommatin reductase）は、次の化学反応を触媒する酸化還元酵素である。
反応式の通り、この酵素の基質は5,12-ジヒドロキサントンマチンとNAD+、生成物はキサントンマチンとNADHとH+である。
組織名は5,12-dihydroxanthommatin:NAD+ oxidoreductaseである。